# Cyathea arborea
Cyathea arborea är en ormbunkeart som först beskrevs av Carolus Linnaeus, och fick sitt nu gällande namn av James Edward Smith. Cyathea arborea ingår i släktet Cyathea och familjen Cyatheaceae. Inga underarter finns listade.

## Bildgalleri

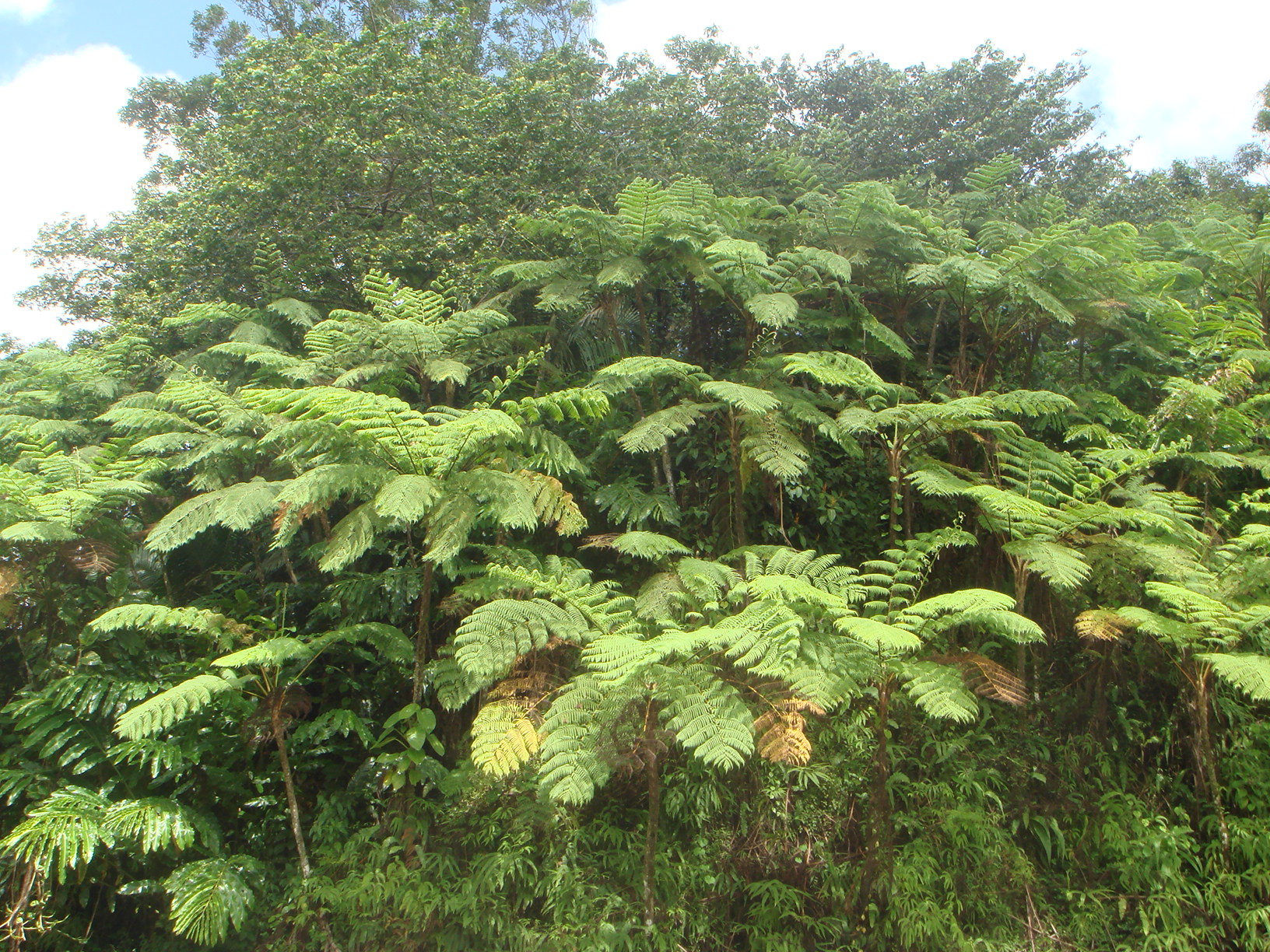
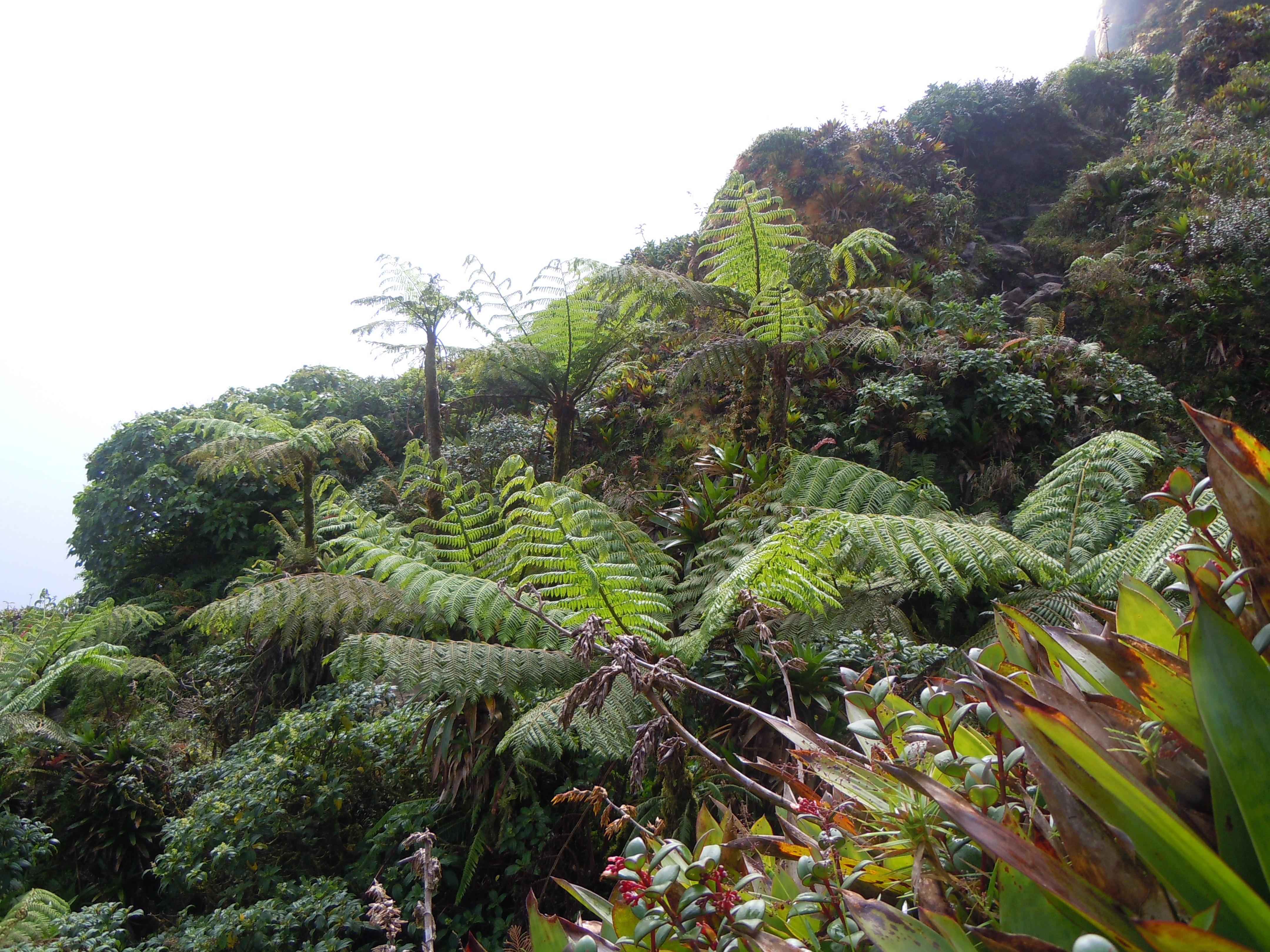
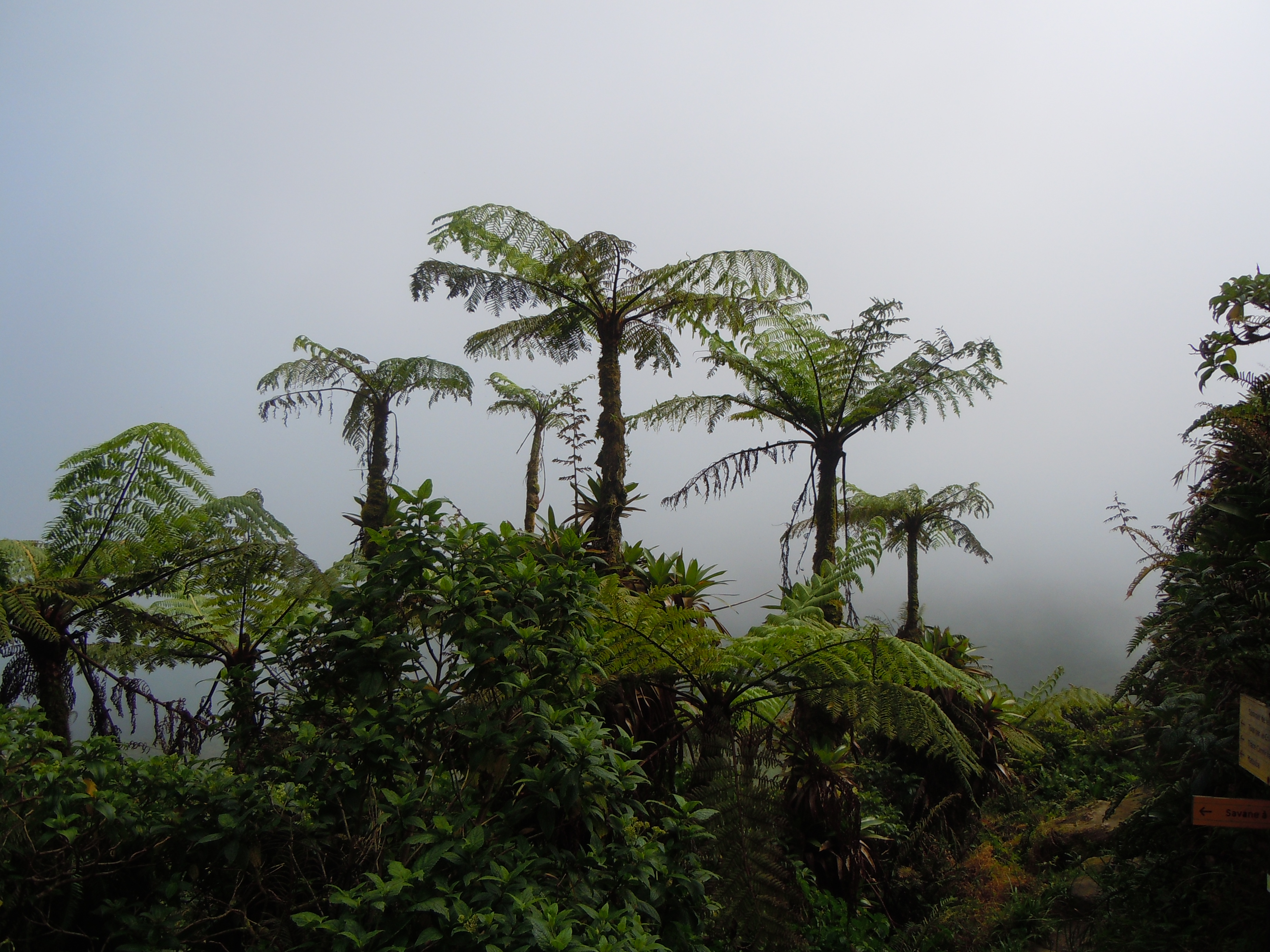
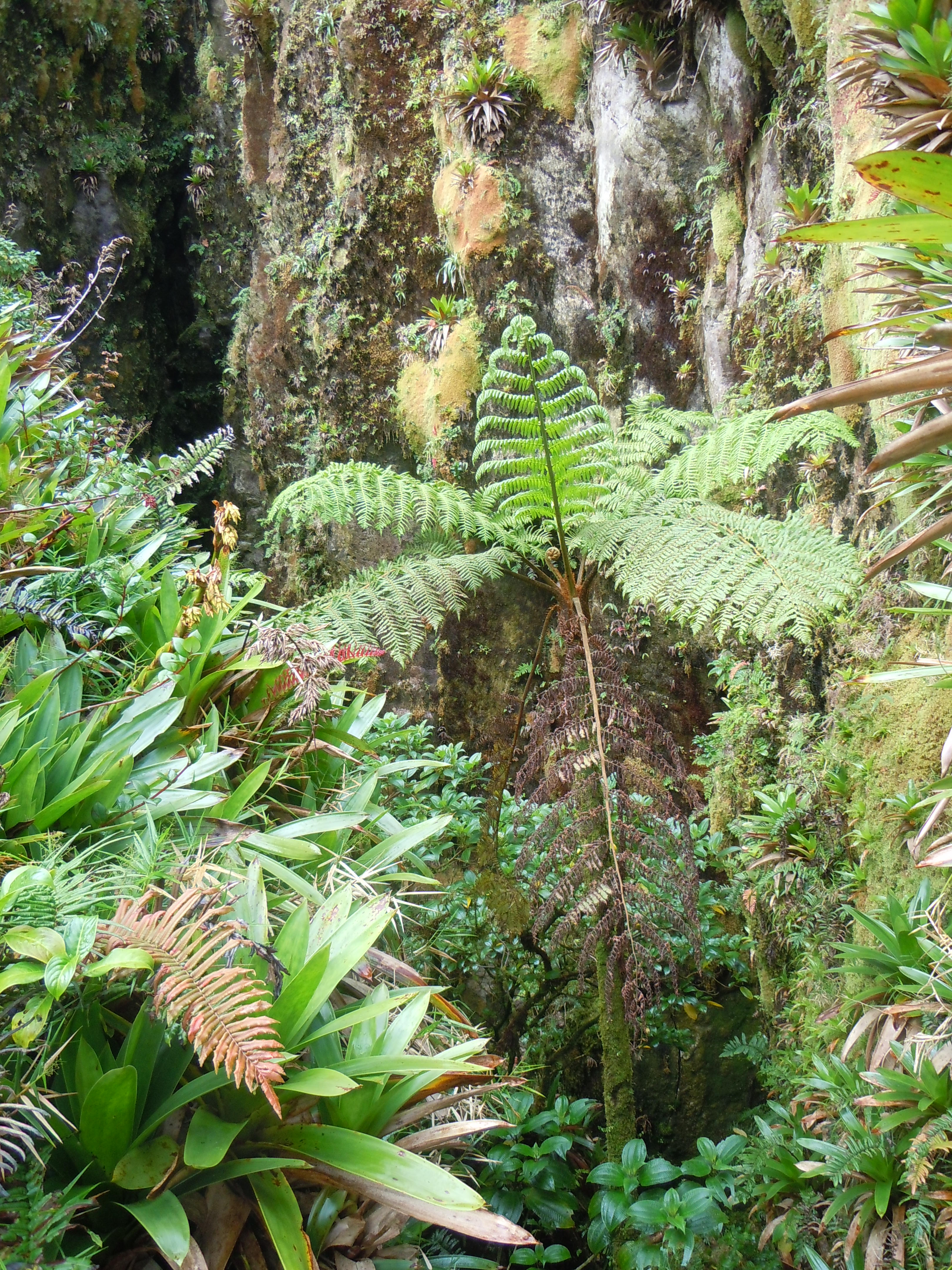